# Stayce Harris

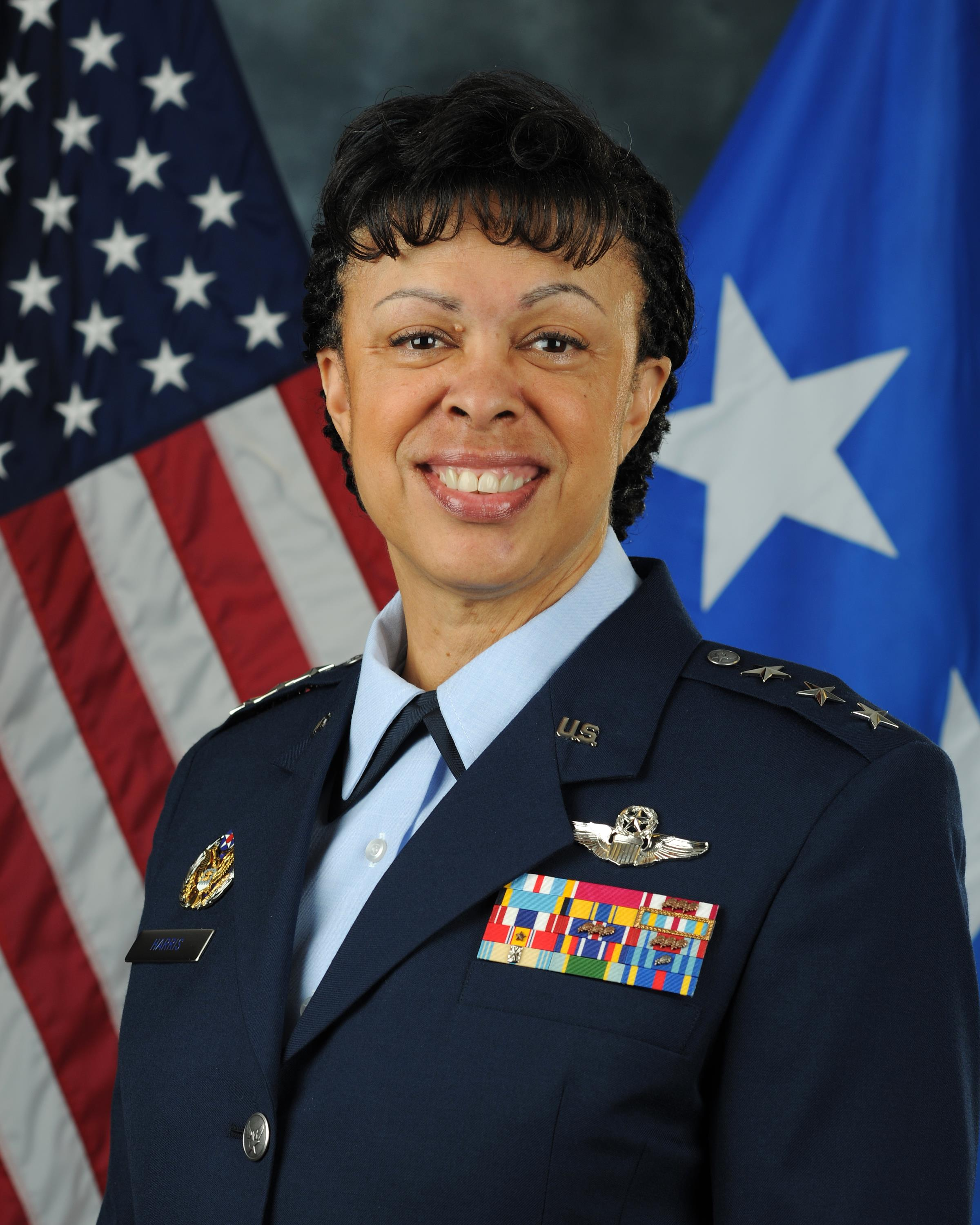
Stayce D. Harris (2016)

Stayce Diamond Harris (* 1959 in Los Angeles, Kalifornien) ist eine pensionierte Offizierin der United States Air Force. Sie erreichte den Rang eines Generalleutnants und kommandierte unter anderem die 22. Luftflotte (Twenty Second Air Force). Außerdem bekleidete sie das Amt des Generalinspekteurs der Air Force.
Über das ROTC-Programm der University of Southern California gelangte sie im Jahr 1982 in das Offizierskorps der United States Air Force. Dort durchlief sie anschließend alle Offiziersränge vom Leutnant bis zum Drei-Sterne-General.
Im Lauf ihrer militärischen Karriere absolvierte sie verschiedene Kurse und Schulungen. Dazu gehörten unter anderem eine Ausbildung zur Kampfpilotin und weitere Fortbildungskurse als Pilotin neuer Flugzeugtypen; die Squadron Officer School auf der Maxwell Air Force Base in Alabama; das Air Command and Staff College und das Air War College, beide jeweils über einen Fernkurs; der Director of Mobility Forces Course auf dem Hurlburt Field in Florida und der Joint Force Reserve Orientation Course in Norfolk in Virginia. Später folgten der Senior Leader Executive Course in Greensboro in North Carolina; der Capstone General and Flag Officer Course der National Defense University in Fort Lesley J. McNair in Washington, D.C.; das Seminar XXI, Foreign Political and International Relations am Massachusetts Institute of Technology (MIT) und der Leadership at the Peak Course in Colorado Springs in Colorado. Außerdem erhielt sie akademische Grade von der Embry-Riddle Aeronautical University und der Harvard University.
In ihren frühen Jahren als Offizierin der Luftwaffe war sie an verschiedenen Stützpunkten in den Vereinigten Staaten stationiert. Dabei war sie als Pilotin oder Stabsoffizierin bei unterschiedlichen Einheiten tätig. Dazwischen absolvierte sie die erwähnten Schulungen. Im Jahr 1991 wechselte sie zur Reserve der Luftwaffe und diente fortan in den entsprechenden Einheiten. Neben ihren militärischen Aktivitäten in der Reserve war sie Pilotin der Firma Boeing.
Zwischen Januar 2001 und April 2002 kommandierte sie im Rang eines Oberstleutnants auf der March Air Reserve Base in Kalifornien die 729. Transportschwadron (729th Airlift Squadron). Es folgte eine Versetzung auf die Tinker Air Force Base in Oklahoma, wo sie bis zum Mai 2005 stellvertretende Kommandeurin des 507. Luftbetankungsgeschwaders (507th Air Refueling Wing) war. Diese Zeit war zwischen Juli und Oktober 2003 durch eine vorübergehende Tätigkeit als Kommandeurin der 494th Air Expeditionary Group unterbrochen, die auf der Morón Air Base in Spanien stationiert war.
Stayce Harris’ nächste Mission führte sie zur Andrews Air Force Base in Maryland. Zwischen Mai 2005 und August 2008 hatte sie dort den Oberbefehl über das 459. Luftbetankungsgeschwader (459th Air Refueling Wing). In den folgenden Jahren war sie bis zum Juli 2014 als Mobilitätsberaterin (Mobilization Assistant) im Stab verschiedener Hauptquartiere, wozu auch der United States Africa Command gehörte, der damals noch im Pentagon sein Hauptquartier hatte, ehe er später nach Stuttgart verlegt wurde.
Im Juni 2014 übernahm sie auf der Dobbins Air Force Reserve Base in Georgia als Nachfolgerin von Mark A. Kyle den Oberbefehl über die 22. Luftflotte. Dieses Amt bekleidete sie bis zum August 2016, als John P. Stokes ihre Nachfolge antrat. Anschließend wurde sie zum Stab des Hauptquartiers der Air Force versetzt, dem sie bis zum November 2017 angehörte. Danach übernahm sie das Amt des Generalinspekteurs der Air Force, das sie bis zu ihrer Pensionierung im Jahr 2019 innehatte. Sie war die erste Frau mit afro-amerikanischer Herkunft, die in der Air Force den Rang eines Generalleutnants erreichte.
Während ihrer aktiven Zeit als Militärpilotin absolvierte sie über 2500 Flugstunden auf verschiedenen Flugzeugtypen. Sie ist Mitglied in mehreren Vereinigungen der Air-Force-Veteranen und -Reservisten wie z. B. der Air Force Association, der Reserve Officers Association, der Airlift/Tanker Association, der Air Force Sergeants Association, der Tuskegee Airmen Inc., der Women Military Aviators und der American Legion.
Im Jahr 2021 wurde Harris Vorstandsmitglied (Boeing director) bei Boeing.

## Daten der Beförderungen
| Abzeichen | Rang               | Jahr               |
| --------- | ------------------ | ------------------ |
|           | Second Lieutenant  | 13. Februar 1982   |
|           | First Lieutenant   | 13. Februar 1984   |
|           | Captain            | 13. Februar 1986   |
|           | Major              | 5. März 1993       |
|           | Lieutenant Colonel | 18. September 1998 |
|           | Colonel            | 1. April 2002      |
|           | Brigadier General  | 2. April 2009      |
|           | Major General      | 20. Dezember 2013  |
|           | Lieutenant General | 19. August 2016    |

## Orden und Auszeichnungen
Stayce Harris erhielt im Lauf seiner militärischen Laufbahn unter anderem folgende Auszeichnungen:
- Air Force Distinguished Service Medal
- Defense Superior Service Medal
- Legion of Merit
- Meritorious Service Medal
- Aerial Achievement Medal
- Air Force Commendation Medal
- Joint Meritorious Unit Award
- Meritorious Unit Award
- Air Force Outstanding Unit Award
- Combat Readiness Medal
- National Defense Service Medal
- Global War on Terrorism Service Medal
- Armed Forces Reserve Medal